# Chrysobothris gelhardtiana
Chrysobothris gelhardtiana es una especie de escarabajo del género Chrysobothris, familia Buprestidae. Fue descrita científicamente por Théry en 1941.